# Gourvieille
Gourvieille (okzitanisch: Gorvièla) ist eine französische Gemeinde mit 69 Einwohnern (Stand: 1. Januar 2022) im Département Aude in der Region Okzitanien (vor 2016: Languedoc-Roussillon). Sie gehört zum Arrondissement Carcassonne und zum Kanton La Piège au Razès. Die Einwohner werden Gourvieillais genannt.

## Lage
Gourvieille liegt etwa 42 Kilometer westnordwestlich von Carcassonne. Umgeben wird Gourvieille von den Nachbargemeinden Avignonet-Lauragais im Norden, Baraigne im Osten, Belflou im Süden sowie Saint-Michel-de-Lanès im Nordwesten.

## Bevölkerungsentwicklung
| Jahr                       | 1962 | 1968 | 1975 | 1982 | 1990 | 1999 | 2006 | 2013 | 2019 |
| Einwohner                  | 50   | 43   | 42   | 45   | 43   | 55   | 58   | 57   | 81   |
| Quellen: Cassini und INSEE |      |      |      |      |      |      |      |      |      |